# 台湾共和国臨時政府

台湾共和国臨時政府の国旗として採用された藍底白色日月旗

台湾共和国臨時政府（たいわんきょうわこくりんじせいふ、繁体字漢字：臺灣共和國臨時政府）は、1955年に台湾独立運動を進めていた人々によって日本の東京に設立された亡命政府。廖文毅と台湾独立党の党員によって設立され、その後の台湾独立運動の先駆けともなった。

## 創設
1955年2月28日、日本において台湾独立運動に従事していた廖文毅と台湾独立党の党員は、東京で「台湾臨時政府」の成立を宣言するとともに、成立大会で廖文毅を大統領に、呉振南を副大統領に、簡文介を政府秘書長にそれぞれ選出した。また、台湾共和国臨時国民議会が設立され、郭泰成が議長に就任した。臨時政府は、民族自決による台湾独立の実現を要求し、日本へ亡命した台湾人の政治活動家や、台湾人の商人・学生が構成員となった。

## 活動
台湾共和国臨時政府は、機関報道紙として『台湾民報』を発刊し、劉吶明が編集に当たった。臨時政府は、いかなる国家からも承認を獲得することはできなかったが、多数の在外台湾人（台僑）から支持を獲得することに成功した。また、廖文毅は、インドネシアやマレーシアなど多数の国家を訪問し、それらの国々では亡命政府の指導者という身分で受け入れられた。
しかし、臨時政府は通常財務の行き詰まりや中華民国政府のスパイによる分裂扇動工作に直面した他、海外における台湾独立運動の中心地が日本からアメリカに移ったこともあり、独立勢力における臨時政府の影響力は日増しに衰弱していった。

## 結果
1965年5月14日、廖文毅は国民政府からの圧力に屈し、台湾独立運動を放棄する声明を発表した後に台湾へと帰郷した。そのため、郭泰成が臨時政府大統領の職を、台湾共和党の林台元が副大統領の職をそれぞれ引き継いだ。その後、1976年10月8日に郭泰成が病死し、林台元が大統領職を引き継いだが、直後の1977年1月7日に林台元が死去したことにより、臨時政府は瓦解を迎えた。

## 歴代大統領
- 廖文毅：1956年2月28日—1965年5月14日
- 郭泰成：1965年7月15日—1976年10月8日
- 林台元：1976年10月8日—1977年1月7日